# 스트라디바리우스 (브랜드)
스트라디바리우스(Stradivarius)는 인디텍스가 전개하는 패션 브랜드이다. 젊은 여성을 대상으로 한다. 대한민국에서는 2011년에 첫 번째 매장을 열였다.

## 전 세계 스토어
국가별 스트라디바리우스 스토어의 수는 다음과 같다:
| 아프리카 - 모로코: 7 - 이집트: 5 - 튀니지: 3 - 알제리: 3 - 앙골라: 1 - 모잠비크: 1 | 아메리카 - 멕시코: 48 - 콜롬비아: 12 - 과테말라: 3 - 코스타리카: 2 - 도미니카 공화국: 2 - 에콰도르: 2 - 온두라스: 2 - 파나마: 2 - 엘살바도르: 1 - 니카라과: 1 | 아시아 - 중국: 49 - 사우디아라비아: 54 - 인도네시아: 15 - 일본: 9 - 이스라엘: 8 - 레바논: 7 - 카자흐스탄: 6 - 아랍에미리트: 6 - 필리핀: 4 - 요르단: 4 - 홍콩: 3 - 카타르: 3 - 쿠웨이트: 2 - 바레인: 1 - 마카오: 1 - 오만: 1 - 싱가포르: 1 - 대한민국: 1 - 태국: 1 - 베트남: 1 | 유럽 - 스페인: 283 - 이탈리아: 84 - 러시아: 83 - 폴란드: 55 - 포르투갈: 44 - 튀르키예: 35 - 프랑스: 27 - 루마니아: 23 - 그리스: 21 - 우크라이나: 12 - 세르비아: 7 - 키프로스: 7 - 헝가리: 7 - 불가리아: 6 - 크로아티아: 6 - 네덜란드: 6 - 영국: 6 - 체코: 4 - 아일랜드: 4 - 리투아니아: 4 - 슬로베니아: 4 - 슬로바키아: 4 - 보스니아 헤르체고비나: 4 - 조지아: 3 - 벨기에: 2 - 알바니아: 2 - 아르메니아: 2 - 아제르바이잔: 2 - 안도라: 1 - 벨라루스: 1 - 에스토니아: 1 - 코소보: 1 - 라트비아: 1 - 몰타: 1 - 몬테네그로: 1 - 북마케도니아: 1 |